# محمد محسن خان
محمد محسن خان (بالإنجليزية: Muhammad Muhsin Khan؛ 1927-14 يوليو 2021) باحث إسلامي وطبيب ومترجم ازدي الأصل، عاش في المدينة المنورة وعمل بها مديرًا للمركز الطبي بالجامعة الإسلامية، ورئيسا لقسم الأمراض الصدرية  . ترجم القرآن الكريم وصحيح البخاري إلى اللغة الإنجليزية، ترجمته قدّمت لها الرئاسة العامة للبحوث العلمية والإفتاء برئاسة الشيخ ابن باز وتصدر عن مجمع الملك فهد لطباعة القرآن الكريم.

## سيرته
هو محسن بن محي الدين بن أحمد بن عبد الكريم ال عيسى الازدي الزهراني، ولد عام 1927 في مدينة قصور، بالهند البريطانية. هاجر أجداده من جزيرة العرب  لطلب العلم  ،ويرجع نسبه  إلى قبيلة بني محمد احدى قبائل الازد،التي استوطنت منطقتي القفص وكرمان ، وهناك أكمل معظم تعليمه.
تدرج في المراحل التعليمية حتى حصل على شهادة البكالوريوس في الطب والجراحة من جامعة البنجاب، لاهور، وعمل بالمستشفى الجامعي التابع للجامعة، قبل أن يسافر إلى إنجلترا للحصول على شهادة الدبلوم في الأمراض الصدرية من جامعة ويلز. سافر لاحقا إلى المملكة العربية السعودية وعمل مع وزارة الصحة، وأصبح مديرًا لمستشفى السداد بالطائف، ثم انتقل إلى المدينة المنورة، فعمل رئيسًا لقسم الأمراض الصدرية ب  ، ومديرًا للمركز الطبي بالجامعة الإسلامية.
توفي الدكتور محسن ال عيسى الزهراني والمشهور ب(محمد محسن خان) يوم الأربعاء 14 يوليو 2021 في المدينة المنورة،  وصليت عليه صلاة الجنازة في المسجد النبوي ودفن في  البقيع. 

## كتبه
- ترجمة معاني صحيح البخاري (بالإنجليزية)
- مختصر صحيح البخاري (بالإنجليزية)
- تفسير معاني القرآن الكريم (بالإنجليزية) بالاشتراك مع تقي الدين الهلالي.[6]

## أنظر أيضًا
- تقي الدين الهلالي
- ترجمة القرآن